# 去吧 去吧 Monkey Dance
「去吧 去吧 Monkey Dance」（行け 行け モンキーダンス）是日本的女子偶像組合Berryz工房的第17張单曲。2008年7月9日由PICCOLO TOWN发售。

## 概要
- 此單曲以嗣永桃子、徳永千奈美、夏燒雅、菅谷梨沙子為主音。
- 此單曲有2個版本，分別有「初回生産限定盤」和「CD ONLY」。「初回生産限定盤」收錄了「去吧 去吧 Monkey Dance」的PV。
- 在7月21日於公信榜单曲週排行榜取得第4位。

## 收錄内容

### CD（初回生産限定盤 、 CD ONLY）
CD
1. 去吧 去吧 Monkey Dance
（作詞・作曲：淳君 編曲：平田祥一郎）
2. 真是Good Chance Summer（マジ グッドチャンス サマー）
（作詞・作曲：淳君  編曲：平田祥一郎）
3. 去吧 去吧 Monkey Dance（Instrumental）

### DVD（初回生産限定盤）
1. 去吧 去吧 Monkey Dance（Close-up Ver.）